# Giordano Abbondati
Giordano Abbondati (né le 29 mai 1948 à Milan en Italie - mort le 21 avril 2005 à Lambeth au Royaume-Uni), est un ancien patineur artistique italien.

## Biographie

### Carrière sportive
Giordano Abbondati a dominé le patinage artistique masculin en Italie dans les années 1960. Sept fois champion d'Italie, il participe à sept championnats d'Europe et quatre championnats du monde. Il a obtenu ses meilleurs résultats internationaux en 1966 en conquérant une 7e place européenne à Bratislava et une 9e place mondiale à Davos.
Il a également représenté son pays lors de deux olympiades où il s'est classé à chaque fois à la 14e place. C'était aux Jeux olympiques d'hiver de 1964 à Innsbruck et aux Jeux olympiques d'hiver de 1968 à Grenoble.
Il quitte le patinage amateur après les championnats du monde de 1968 à Genève. Il n'a alors que 19 ans.

### Reconversion
Giordano Abbondati décide de ne pas faire de carrière professionnelle dans le monde du patinage et de suivre des études de médecine. En cela il suit le parcours du patineur artistique français Alain Calmat qui s'est également orienté vers une carrière de médecin après avoir quitté le patinage amateur en 1965.
Giordano Abbondati s'oriente pendant ses études vers la spécialité de médecin anesthésiste-réanimateur. À la fin de sa carrière, il travaillait au Central Middlesex Hospital situé à Londres à la frontière de deux faubourgs : le Brent et le Ealing. Il était le directeur des soins ambulatoires et du Centre de diagnostic (ACAD) de l'hôpital, lorsqu'il décéda en 2005.

## Palmarès
| Jeux olympiques d'hiver                                                                                              |     |     |     | 14e |     |     |     | 14e |
| Championnats du monde                                                                                                | CA  | F   | 17e | F   | 14e | 9e  |     | 16e |
| Championnats d’Europe                                                                                                | 14e | 13e | 15e | 8e  | 11e | 7e  |     | 11e |
| Championnats d'Italie                                                                                                | 1er | 1er | 1er | 1er | 1er | 1er | 1er | 1er |
| Légende : F = Forfait ; CA = Championnats du monde 1961 annulés à cause de la catastrophe aérienne du vol 548 Sabena |     |     |     |     |     |     |     |     |